# Amegilla cinctofemorata
Amegilla cinctofemorata es una especie de abeja excavadora perteneciente al género Amegilla, categorizada en la tribu Anthophorini, de la subfamilia Apinae.
Fue descrita científicamente por Sichel en 1869. Aparece registrada y publicada en una sección de Monographie Iconographique Du Genre Anthophora Lat. (Extrait Des Mémoires De La Société Linnéenne Du Nord De La France.) de 1869.

## Distribución
Se distribuye por Australia, en Nueva Gales del Sur y Australia Meridional.